# Merv Kemp
Merv Kemp (eigentlich Mervyn Douglas Kemp; * 13. Juni 1942) ist ein ehemaliger australischer Kugelstoßer.
1962 wurde er bei den British Empire and Commonwealth Games in Perth Fünfter.
1965 und 1975 wurde er Australischer Meister im Kugelstoßen und 1976 im Diskuswurf.

## Persönliche Bestleistungen
- Kugelstoßen: 16,66 m, 22. März 1970, Adelaide
- Diskuswurf: 54,22 m, 5. März 1977, Adelaide